# 松山友紀
松山 友紀（まつやま ゆき、1986年3月2日-）は、日本の女優、グラビアアイドル、タレントである。

## 人物・来歴
- 千葉県出身。
- 2007年3月ワタナベエンターテイメントカレッジ卒業
- プロダクションアンカー所属[1]。
- 2008年6月22日、芸名を美月 人美から現在の松山 友紀に改名。
- 愛称はゆきっぺ。それ以前はミッフィーと名乗っていた。名付親は本人とマネージャーによる合作。
- そのためブログのタイトルも、2008年10月6日にまったりミッフィー日記から☆ゆきっページ☆に変更された。
- 同事務所所属の森山りこと共にJガールズと言うグループを組んでいる。その時はYUKIと表記される。
- 趣味は料理、ピアノ、東洋医学。
- 料理は時折、自身のブログに画像が載ることもある。
- 特技はソフトボール、洋服たたみ、整体。
- 実際、タレント業をする以前は整体師をしていた。
- ポジションはピッチャーで、中1から高1までしていたが、高2の時期に膝を壊し以降断念。
- 大好きな物はチーズとグラタン。
- 現在、ペットは犬を2匹飼っている。名前は「ダイズ」と「さる吉」。
- 憧れの芸能人は松下由樹と土屋アンナ。
- 日曜ビッグバラエティ2007年11月11日放送回の『本能の不思議大暴露!』に出演した際、一緒に実の父親も出演していた[2]。
- 2010年6月1日から本格的に女優業に専念するため、グラビアを自ら卒業すると宣言した。[3]
- 2011年7月15日、ブログのタイトルを”ゆきっページ”から”143〜yuki's room〜”へと改題。[4]
- 2011年8月26日、自身主演の映画の舞台挨拶にて、そして同月30日の自身のブログにて4年以上交際していた男性と入籍、来年2月頃に第一子を授かる事を発表すると共に休業宣言をした。[5]
- 2011年8月31日、新たにブログ『ゆきっぺ、母になります!!』を立ち上げ、2011年9月2日よりそちらでブログを開始した。[6][7]
- 2012年1月22日18時41分、元気な女の子を出産。[8]これに伴い、ブログ名が”ゆきっぺ、新米母になりやした！”に改題された。

## リリース作品

### DVD
(改名前)
1. ふみだいしょうこう 美月人美[9]（2007年9月21日、ふみだいしょうこう推進委員会）
2. Wao☆Jガールズ[10]（2008年2月12日、イーネット・フロンティア[11]）
3. Wao☆美月人美101cm[12]（2008年3月19日、イーネット・フロンティア）

(改名後)
1. ゆ〜き[13]（2008年7月25日、エアーコントロール[14]）
2. CARA 松山友紀[15]（2008年3月27日、デジワークス[16]）

### Vシネマ
1. 爆乳戦隊バーストレンジャー前編[17]（バーストイエロー・早苗役） 2008年11月28日発売、禅ピクチャーズ[18]
2. 爆乳戦隊バーストレンジャー後編[19]（バーストイエロー・早苗役） 2008年12月12日発売、禅ピクチャーズ

### 映画
1. 女神戦隊ヴィーナスファイブ（アサシンガールズ・ハリー役） 2010年1月15日発売、GPミュージアム
2. セクシャルウォーリアー〜破戒尼僧YUKI〜[20]（主演：YUKI役） 2012年2月24日発売、ティー・オーエンタテインメント

## 出演

### テレビ
- 「土曜はダメよ!」（2006年6月、よみうりテレビ）
- 日曜ビッグバラエティ『本能の不思議大暴露!』[2]（2007年11月11日、テレビ東京系）
- ペケポン（フジテレビ）
- 平均フェイス（テレビ東京）
- モバタレGREAT（日本テレビ） - タレタマとしてJガールズで出演
- TOKYOブレイクする〜!（BS11）
- 全力坂（2009年3月12日、テレビ朝日）
- 『ぷっ』すま（2009年7月21日、テレビ朝日）
- アカデミーナイト（2009年9月17日、TBS）
- ものまねグランプリ ザ・サバイバル（2009年9月21日、日本テレビ） - Jカップのゆかちゃん役でどぶろっくと共演
- ゴッドタン（2010年12月15日、テレビ東京系） - アイドルクイズに登場

### ラジオ・ネットラジオ
（Jガールズとして）
- 新実菜々子のガールズリンク（2008年3月15日、下北FM）
- ホームランバカ（横綱）〜ヤンキーとアイドルの間〜（2009年5月11日・6月8日、エフエム浦安(FMうらら)）

（松山友紀のみ）
- ホームランバカ（横綱）〜ヤンキーとアイドルの間〜（2009年7月27日、エフエム浦安(FMうらら)）

### ネットテレビ・インターネット放送
- casTY ひかり荘 「エッグアイドル」「10日間ダイエット企画」 - どちらも美月人美として出演
- あっ!とおどろく放送局 見たい!番組研究所 - ゲスト出演
- クイーンズパティオチャット[21]
- アイドル誕生! TV ぶんか社オンラインチャット[22]
- フレッシュカフェチャット[23]
- DMM.comライブトーク 眠る夢、見る夢(MC:宮川賢) - ゲスト出演

### 映画
- デスノート the Last name（2006年11月3日公開） - エキストラ出演
- 女神戦隊ヴィーナスファイブ[24]（2009年9月5日公開） - アサシンガールズ・ハリー役
- 破戒尼僧YUKI（2011年1月5日 - 10日公開、同年8月20日 - 25日(23日休映日)再公開） - 主演：YUKI役
- ノッキング・ハーツ（公開日未定）

### 舞台
（改名前）
- 『テクノのリズムでテクノカット』 2006年8月20日
- 『わいるどはーつ』 2006年11月18日・19日
- 『レッドアパート』 2007年2月28日
- 『忠治』（お花役） 2007年7月2日 - 同月7日
- 『お江戸は何時も大騒ぎ』（お鶴役） 2008年5月26日 - 6月1日

（改名後）
- 『アダムとイヴと薔薇の館』 2008年7月25日 - 27日
- 『悪ノ娘〜凄艶のジェミニ〜』（ジェルメイヌ役）  2010年1月27日 - 31日
- 『テンパリットソング』（お笑いを目指すメイド　まき役）2010年4月9日 - 11日
- 『台風でシャンプーを〜Can everythig be reset？〜』2010年9月10日 - 26日
- 『酒呑童子』2010年11月2日 - 6日
- 『眠る夢、見る夢』2010年11月11日 - 14日
- 『Marmo Syndicate』2011年2月19日、20日、3月5日、6日

### ライブ・イベント
（Jガールズとして参加）
- サクラ満開LIVE〜emmysアイドル祭り〜
- アイドルパークIV
- JSPガールズボイス-16
- TASK OFFICE presents ガールズ MIX LIVE-7
- JPSガールズボイス-17
- アイドルパーク VOL.6
- JPSガールズボイス-19☆（JOY POP SCRAMBLE）
- 苺祭り12〜苺にプライド持ってるか〜
- JSPガールズボイス-24

（松山友紀で参加）
- ROPPONGI SURF CLASSICS VOL.2
- ROPPONGI SURF CLASSICS VOL.3

### グラビア・雑誌掲載
- 加納典明ワールド（携帯サイト）
- 東京スポーツ2009年1月22日（加納典明 美撮）
- 本当にデカップ
- アサヒ芸能（美月人美名義）
- ZAK THE QUEEN 2008[25]（美月人美名義）
- SURFIN' LIFE[26] 2月号
- ZAKZAK Jカップの“乳殺”松山友紀、“悪役”挑戦[27]
- 「EX MAX ! Special」2009年8月号（ぶんか社）